# Jonathan Sewell
Jonathan Sewell, né Sewall le 6 juin 1766 à Cambridge et mort le 11 novembre 1839 à Québec, est un homme politique et juriste britannique.

## Biographie

### Jeunesse et révolution américaine

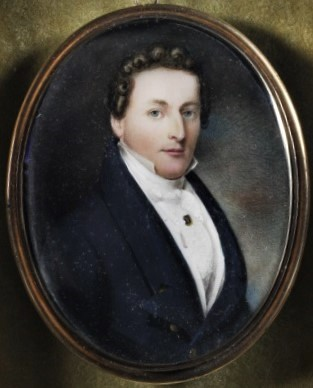
Vers 1825

Né en 1766, il est le fils de Jonathan Sewall, un loyaliste qui occupa la fonction procureur général du Massachusetts, et d'Esther Quincy. Son frère est Stephen Sewall et son épouse est Henrietta Smith, fille de William Smith. Le 1er septembre 1774, âgé de huit ans, des émeutiers saccagent le manoir familial de Cambridge. Les Sewall déménagent à Boston avant de retourner à Bristol, en Angleterre.

### Établissement au Canada
Il quitte en 1785 pour aller étudier le droit dans la colonie du Nouveau-Brunswick auprès de Ward Chipman. En octobre 1787, il devient greffier de la Cour de vice-amirauté. Il est admis au barreau en mai. Il part pour Québec à l'été 1789 à la recherche d'opportunités.
Il est alors nommé de façon intérimaire au poste de procureur général de la province de Québec en octobre 1790. Passionné d'art et de musique, il évolue au sein de la société mondaine britannique de Québec. Étant violoniste, le prince Édouard-Auguste de Kent lui confie même la direction d'un orchestre amateur. En 1793, il est nommé Solliciteur général et inspecteur du Domaine du roi de la nouvelle province du Bas-Canada. À ce titre, il mènera une enquête sur des émeutes dans la milice.

### Procureur général et député
Le 9 mai 1795, il devient procureur général et avocat général du Bas-Canada. Il devient de surcroît juge à la Cour de vice-amirauté en juin 1796. Durant son mandat, il fonde avec John Richardson le premier service de renseignement du territoire.
Pour Sewell, les Canadiens français, en majorité au Bas-Canada, sont une menace à l'ordre social de la province britannique. Il est ainsi un ardeur défenseur de l'anglicisation de la population et de la protection des droits de la couronne.
Il est élu député de William-Henry à l'Assemblée législative du Bas-Canada en 1796. Il est réélu aux élections de 1800, 1804 et 1808. En chambre, il appuie majoritairement le Parti bureaucrate.

### Juge en chef

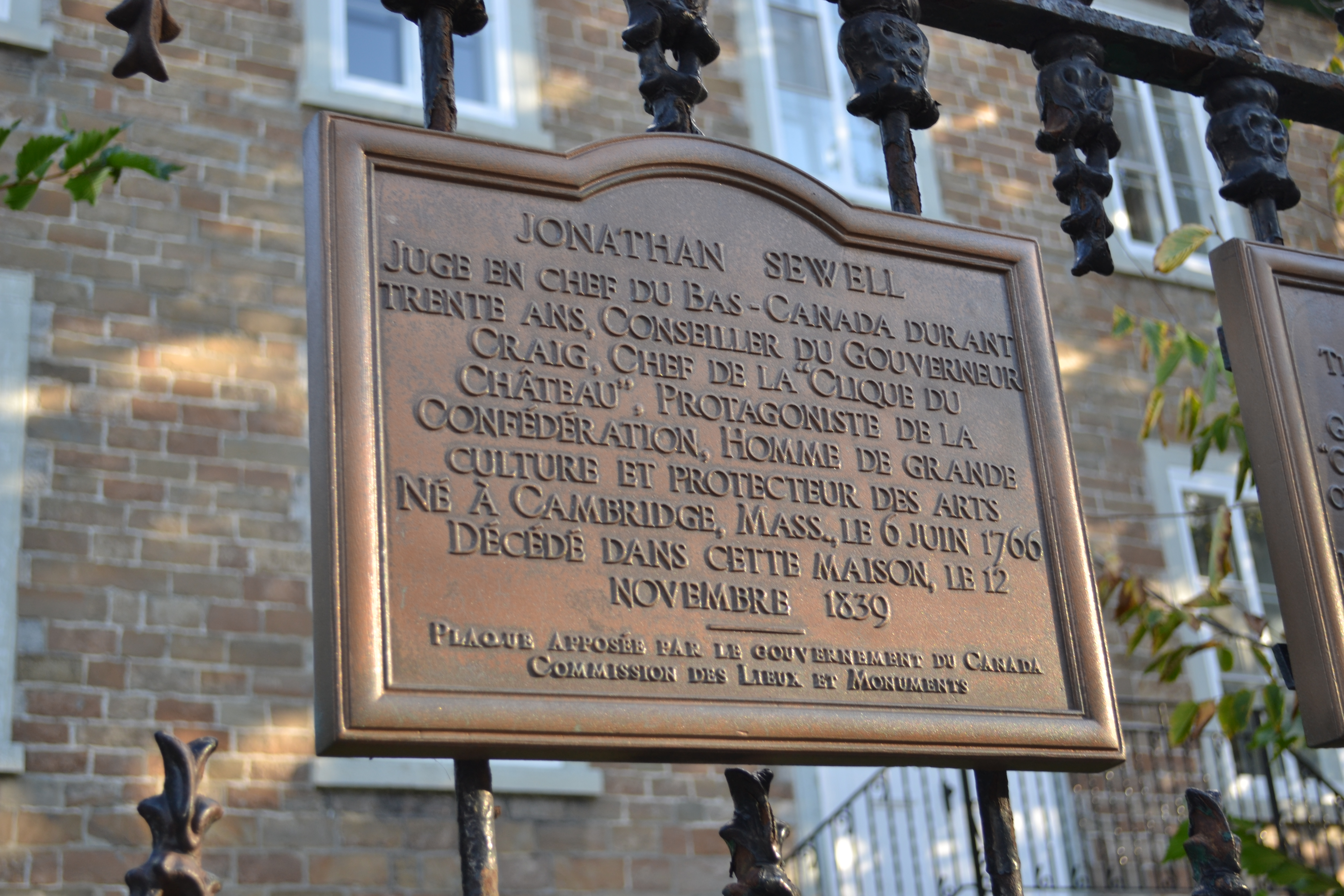
Plaque commémorative sur Jonathan Sewell.

## Œuvres
- 1792 : Extrait des exemples de procédés dans la chambre des Communes de la Grande Bretagne

## Galerie

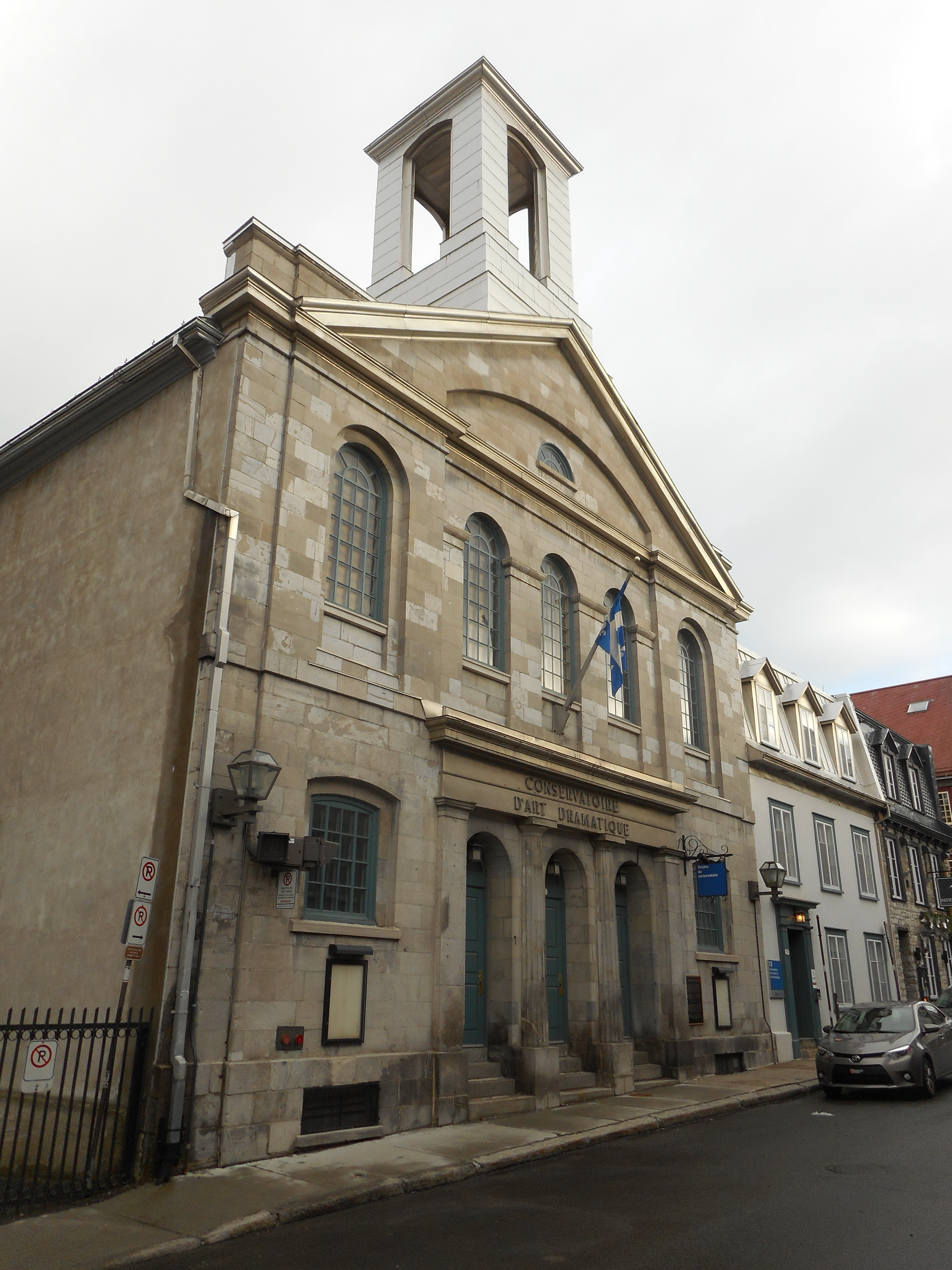
Il fait construire la chapelle particulière de la Sainte-Trinité en 1824.
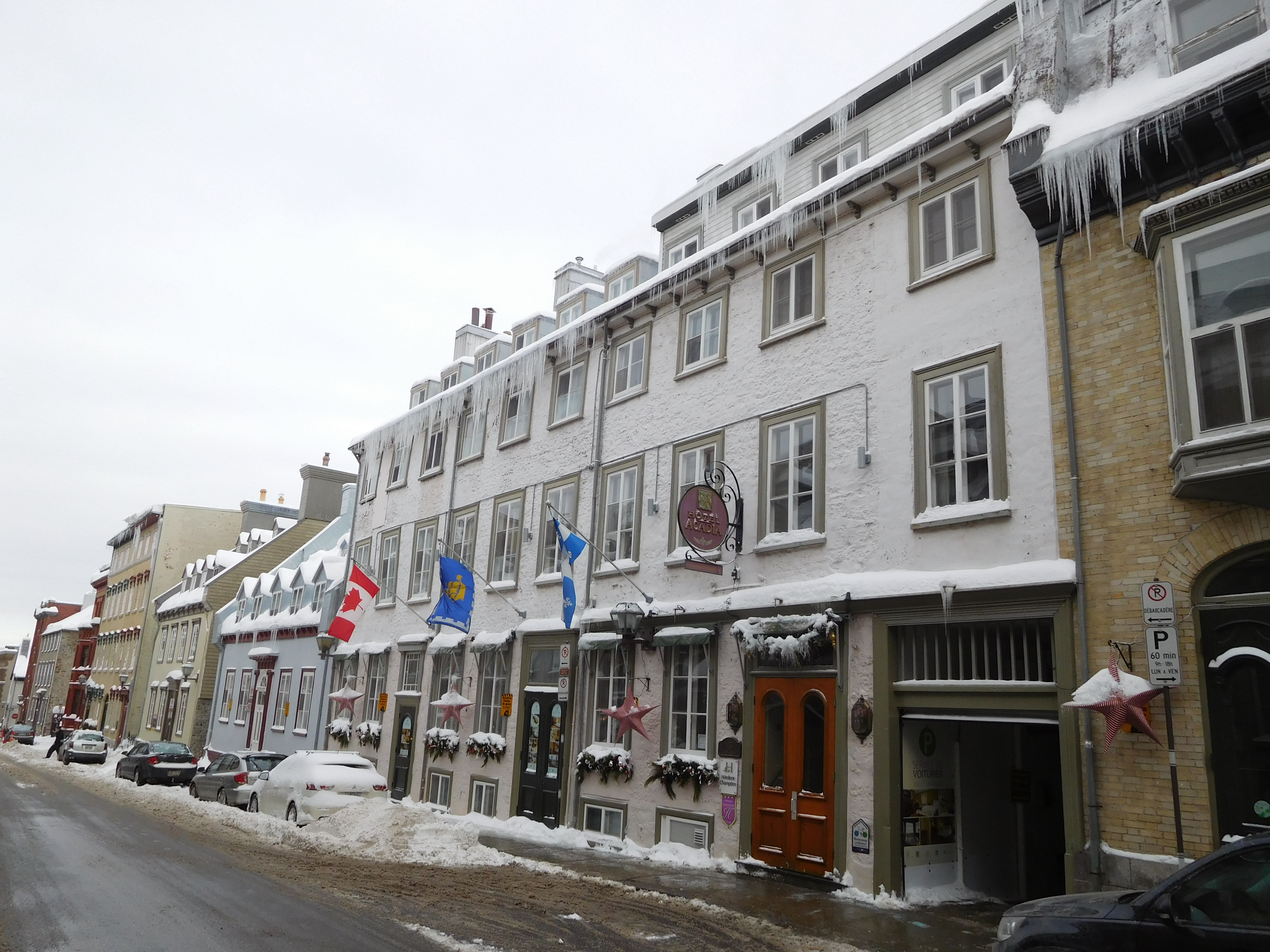
Terrasse Jonathan-Sewell, un lot de 3 maisons possédées par Sewell.
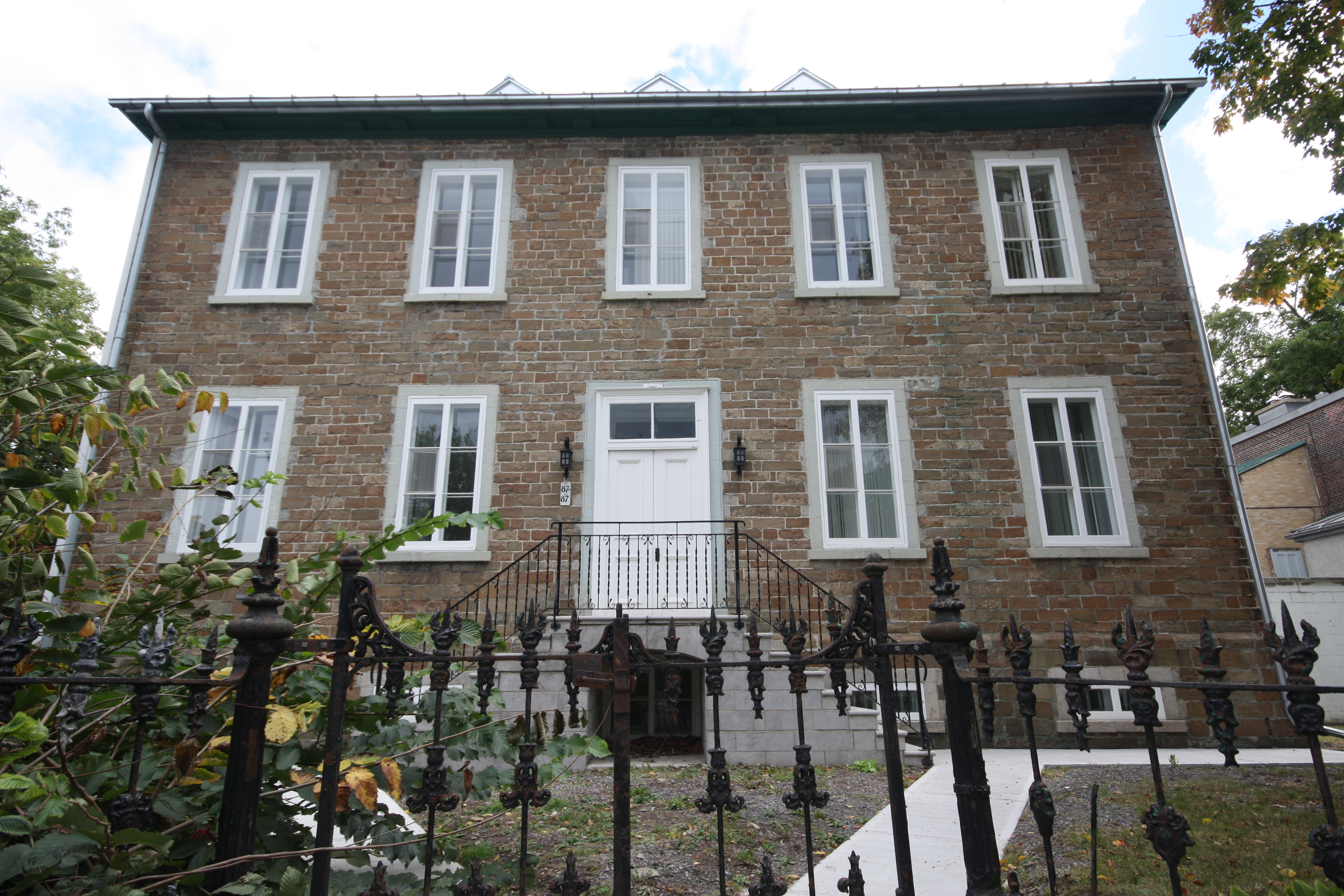
La maison de Sewell est située au 87, rue Saint-Louis.